# Speed Racer

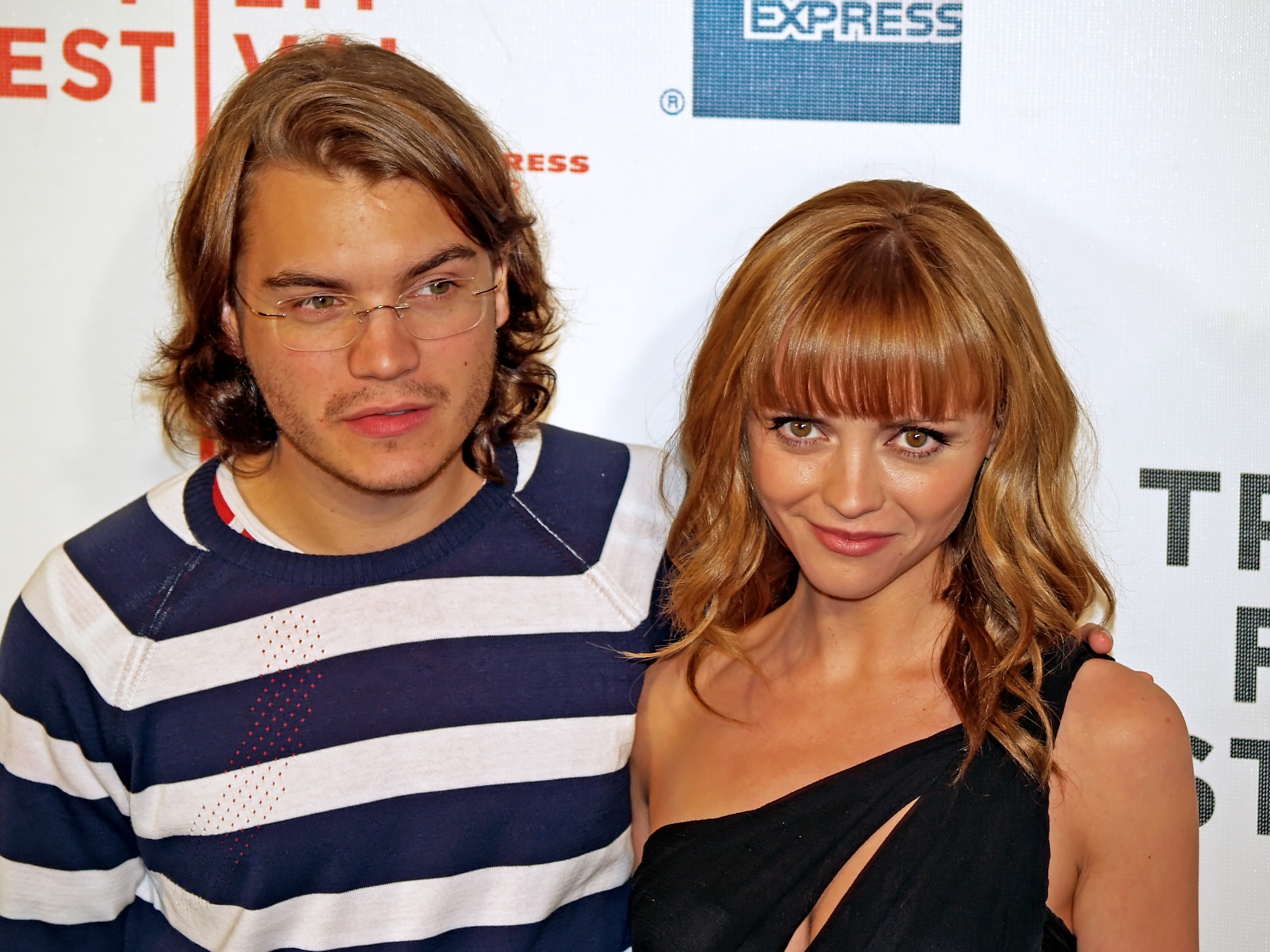
Emile Hirsch i Christina Ricci na premierze filmu na Tribeca Film Festival w 2008 roku

Speed Racer – amerykański film akcji z 2008 roku w reżyserii Lany i Lilly Wachowskich.

## Fabuła
Speed Racer (Emile Hirsch) jest młodym, utalentowanym kierowcą wyścigowym. Pochodzi z rodziny od lat związanej z wyścigami samochodowymi, a jego brat – legendarny Rex Racer (Scott Porter) – zginął na torze wyścigowym.
Pewnego dnia Speed odrzuca propozycję lukratywnego kontraktu z Royalton Industries, w wyniku czego rodzinny interes staje na skraju bankructwa. W międzyczasie chłopak odkrywa, że grupa bezwzględnych przedsiębiorców manipuluje wynikami najważniejszych wyścigów. Jedynym sposobem ocalenia rodzinnego biznesu i ukochanej sportowej pasji jest udział w niebezpiecznym wyścigu i pokonanie kierowców z ekipy Royalton Industries.
Racer podejmuje się tego zadania. Może liczyć na pomoc swojego dawnego rywala i przyjaciółki Trixie (Christina Ricci).

## Obsada
- Emile Hirsch − Speed
- Christina Ricci − Trixie
- Nicholas Elia − młody Speed
- Susan Sarandon − mama
- John Goodman − Pops
- Melissa Holroyd − nauczycielka Speeda
- Ariel Winter − młoda Trixie
- Scott Porter − Rex
- Matthew Fox − Racer X
- Nayo Wallace − Minx
- Roger Allam − Royalton
- Cosma Shiva Hagen − Gennie
- Rain − Taejo Togokahn
- Harvey Friedman − komentator Harold Ledermann

i inni

## Wersja polska
Wersja polska: Studio Genetix Film Factory

Reżyseria: Agnieszka Matysiak

Dialogi: Barbara Robaczewska

Konsultacja: Michał Kalicki

Dźwięk i montaż: Zdzisław Zieliński

Organizacja produkcji: Agnieszka Sokół i Róża Zielińska

Udział wzięli:
- Antoni Pawlicki − Speed
- Kamilla Baar − Trixie
- Dorota Pomykała − mama
- Andrzej Grabowski − tata
- Adam Ferency − Royalton
- Mirosław Zbrojewicz − Racer
- Wit Apostolakis-Gluziński − młody Speed
- Jakub Jakubik − Spritle
- Maja Hirsch − nauczycielka Speeda
- Krzysztof Dracz − komentator Harold Lederman
- Magdalena Różczka − Minx
- Tomasz Borkowski − Taejo
- Dariusz Toczek − Snake
- Marcelina Wójcik − młoda Trixie
- Katarzyna Mazurek − Horuko
- Marian Opania − Ben Burns
- Przemysław Sadowski − inspektor Detector
- Jacek Kopczyński − komentator Casa Cristo
- Marcin Perchuć − Johnny
- Jan Wieczorkowski − Rex
- Rafał Maćkowiak − Sparky
- Marek Kalita − Cass Jones

oraz
- Jerzy Iwaszkiewicz
- Sylwester Maciejewski
- Lech Łotocki
- Ryszard Olesiński
- Piotr Warszawski
- Przemysław Stippa
- Zuzanna Bernat
- Filip Przybylski
- Janusz Zadura
- Cezary Kwieciński
- Jakub Gajda
- Jarosław Boberek
- Brygida Turowska
- Jan Jakubik
- Agnieszka Michalska
- Robert Moskwa
- Arkadiusz Jakubik
- Paweł Szczesny
- Mariusz Czajka
- Jacek Czyż
- Tomasz Steciuk

i inni